# Tioetanolammina S-acetiltransferasi
La tioetanolammina S-acetiltransferasi è un enzima appartenente alla classe delle transferasi, che catalizza la seguente reazione:
acetil-CoA + 2-amminoetanotiolo ⇄ CoA + S-(2-amminoetil)tioacetato
Il 2-sulfaniletanolo (2-mercaptoetanolo) può agire come accettore.